# Hoplostethus mikhailini
Hoplostethus mikhailini är en fiskart som beskrevs av Kotlyar, 1986. Hoplostethus mikhailini ingår i släktet Hoplostethus och familjen Trachichthyidae. Inga underarter finns listade i Catalogue of Life.